# Regio Chimica
Regio Chimica ist ein integrierter Bachelorstudiengang der Chemie, der 2010 gestartet wurde. Der Studiengang wird im Rahmen einer Kooperation der Albert-Ludwigs-Universität Freiburg (UFR) und der Universität des Oberelsass (UHA) angeboten. Studierende verbringen das erste Jahr an der UHA in Frankreich und das zweite Jahr an der UFR in Deutschland. Im dritten Jahr kann zwischen den beiden Universitätsstandorten gewählt werden. Eine Besonderheit des Studiengangs sind die studienbegleitenden interkulturellen Module.
Der Studiengang wird seit Beginn des Programms von der Deutsch-Französischen Hochschule evaluiert und gefördert. Die Studierenden erhalten einen doppelten Abschluss: den Bachelor of Science in Deutschland und die Licence de Chimie in Frankreich.

## Studieninhalt
Im Rahmen von Regio Chimica werden neben den Inhalten eines regulären Chemiestudiums zusätzliche Kompetenzen im Rahmen der Interkulturellen Module vermittelt. Diese Interkulturellen Module betreffen die Bereiche „Landeskunde und Europa“, „Kenntnis der zukünftigen Arbeitswelt“ und „Entwicklung einer interkulturellen Kompetenz“. Diese Module verbinden Faktenwissen über die Lebenswirklichkeit des Nachbarlandes und theoretische Modelle zur Interkulturalität im Allgemeinen mit der praktischen Erfahrung im deutsch-französischen Alltag.
Die Unterrichtssprachen sind Französisch und Deutsch sowie punktuell in Sprachkursen oder Veranstaltungen Englisch.

## Preise und Förderungen
Der Studiengang wurde von 2010 bis 2013 von der Europäischen Union im Rahmen des Programms INTERREG IV gefördert.
Er wurde 2010 von der Deutsch-Französischen Hochschule evaluiert. Seitdem werden Studierende durch die Mobilitätsbeihilfe unterstützt.
2014 erhielten die Universitäten für den Studiengang den Prix Bartholdi als gelungenes Beispiel grenzüberschreitender Zusammenarbeit von Hochschulen am Oberrhein.